# 宗聖奉祀官
宗聖奉祀官是一個官名，為儒家的代表人物之一曾子的嫡系後裔的世襲官稱。民國三年（1914年），北洋民國政府依《崇聖典例》，將曾子後裔76代曾繁山由原世襲翰林院五經博士，改封奉祀官，民國二十四年（1935年），國民政府考量已無「公爵」一職，將「衍聖公」改為「大成至聖先師奉祀官」，曾子嫡孫則為宗聖奉祀官。
民國三十八年（1949年）國府遷臺後，襲任宗聖奉祀官的曾憲禕奉令隨國民政府到達臺灣。
2014年5月3日，時任亞聖奉祀官、孟子第75代孟祥協逝世後，亞聖奉祀官改為無給職。目前宗聖奉祀官成為中華民國唯一有給薪奉祀官。

## 歷任宗聖奉祀官
- 第1任  第76代  曾繁山，字靜齋，原世襲翰林院五經博士，民國3年改為奉祀官，民國24年改稱宗聖奉祀官民國29年逝世，無子，宗聖奉祀官由第75代慶瀼代理。
  - 代理  第75代  曾慶瀼，民國29年代理宗聖奉祀官一職，后由毓墫五子傳錄5代孫憲禕接任宗聖奉祀官。
- 第2任  第74代  曾憲禕，字偉生，號曲窗，由曾約農、曾寶蓀及族人推薦為第二任宗聖奉祀官，並於民國31年1月奉令承襲。民國38年奉令到臺灣。長子慶澂，次子慶泓。
  - 代理  第75代  曾慶泓，憲禕次子，因憲禕年老，行動不便，而代為參祭。

## 参看
- 曾子
- 儒家
- 曾子世系
- 曾氏南宗
- 大成至聖先師奉祀官
- 亞聖奉祀官
- 復聖奉祀官
- 述聖奉祀官

## 外部連結
- 奉祀官 （页面存档备份，存于），全國宗教資訊網。